# Волынец, Ананий Гаврилович
Ана́ний Гаврилович Волыне́ц (укр. Ананій Гаврилович Волинець; 1894, с. Карбовка Гайсинского уезда Подольской губернии — 14 мая 1941, Винница) — украинский военный деятель, руководитель украинского антибольшевистского повстанческого движения на Винниччине.

## Биография
В 1908 окончил 2-классное Гайсинское реальное училище, в 1916 — Верхнеднепровское сельскохозяйственное училище.
В 1917 вступил в Украинскую партию социалистов-революционеров. В том же году
решением Украинской центральной рады был назначен комиссаром и начальником милиции Гайсинского уезда.
По призыву центральной рады для отпора бандам грабителей и мародеров занимался организацией отрядов Вольного казачества, в который записалось около 5000 человек.
В октябре 1918 организовал в Гайсине курень Национальной гвардии, который поддержал восстание против ставленника немецко-австрийских оккупационных войск гетмана П. Скоропадского.
С 25 января 1919 — командир 61-го пехотного боевого Гайсинского полка им. С. Петлюры Действующей армии УНР, сформированного на основе Гайсинского куреня Национальной гвардии.
Сосредоточил под своим командованием значительные военные силы в составе 3-х куреней, отряда конницы в 200 сабель, из тяжелого вооружения — 30 станковых пулемета и 1 орудие. Узнав об успехе А. Волынца, Главный Атаман Симон Петлюра своей телеграммой назначает его командиром (атаманом) местных повстанцев.
В ночь с 22 на 23 апреля 1919 с частью полка оставил Действующую армию УНР и направился в район Гайсина, где начал партизанские операции против красных войск. Летом-осенью 1919 — командир 13-го Гайсинского пехотного полка 5-й Киевской дивизии Действующей армии УНР в чине подполковника. В октябре 1919 части полка вновь вернулись в Гайсинский уезд для продолжения партизанских действий.
В 1918 - 1919гг. Зачинщик еврейских погромов в г. Гайсин и округе.
С 18 мая 1920 А. Волынец во главе своего партизанского отряда (так называемой «Гайсинско-Брацлавской бригады») действовал совместно с Армией УНР, которая находилась в Первом Зимнем походе. 6 июня 1920 бригада должна была быть реорганизована в 7-ю Запорожскую дивизию армии УНР, однако из-за недостаточной численности (240 человек) так и осталась отдельным партизанским отрядом.
Летом-осенью 1920 по приказу командования Армии УНР силами своего отряда вëл партизанскую войну в тылах красных войск. В октябре 1920 г. присоединился к Армии УНР, влив свой отряд в состав 3-й Железной дивизии.
После 1920 — жил в эмиграции на Волыни.
После присоединения Западной Украины к СССР уже 2 октября 1939 А. Волынец был арестован органами НКВД, однако, вскоре за отсутствием улик — освобожден. Однако 20 января 1940 был арестован вторично.
После суда расстрелян 14 мая 1941 года в Виннице.

## В искусстве
- Главный отрицательный персонаж — главарь банды — в советском трёхсерийном фильме «На крутизне» (1985 год). Роль Волынца в этом фильме сыграл Александр Пороховщиков.